# Railcare
Ne doit pas être confondu avec RailCare.
Railcare SA ou railCare SA, est une entreprise ferroviaire suisse active dans le transport de marchandises, spécialisée dans le transport combiné non accompagné et dans le transfert par camion pour des services de logistique porte-à-porte.

## Historique
La société est fondée le 19 décembre 2007 sous le nom de tradeCare AG, basée à Baden. Le but de l'entreprise à cette époque est l'importation et l'exportation de produits alimentaires. Le 7 septembre 2009, la société est rebaptisée railCare AG, le siège social déménage à Härkingen et le domaine d'activité est converti en exploitation d'une compagnie ferroviaire. Le 1er septembre 2010, Coop rachète la totalité du capital-actions. Dès lors, Coop développe pour elle et pour des clients une combinaison de transport de marchandises par le rail et la route.

## Matériel roulant

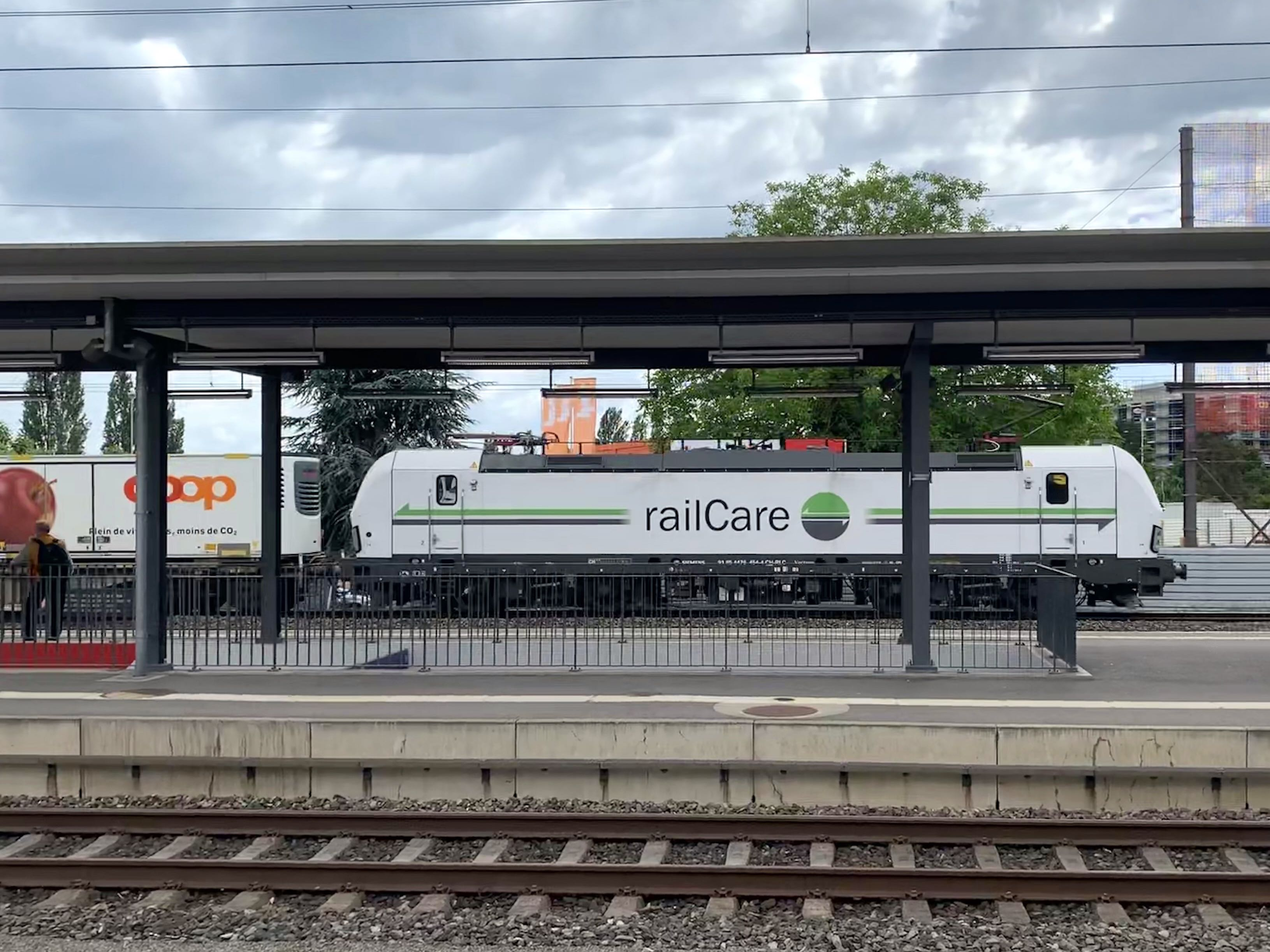
Un train railCare COOP en gare de Bussigny

En septembre 2016, Coop commande à Siemens Suisse, sept locomotives ultramodernes de type Vectron d'une puissance de 6400 kW (8700 ch), avec un moteur d'appoint Diesel Power pour les manœuvres sans caténaire,, :
- Rem 476 451 "Grison"
- Rem 476 452 "Tessin"
- Rem 476 453 "Vaud"
- Rem 476 454 "Valais"
- Rem 476 455 "Bern"
- Rem 476 456 "Genève"
- Rem 476 457 "Argovie"

Ces Vectrons sont entrées en service entre 2017 et 2018.
En décembre 2023, la Société Railcare a signé avec la société suisse de location de locomotives European Loc Pool (ELP) un contrat de location complet pour trois locomotives Euro9000. La livraison des trois Euro9000 est prévue pour le troisième trimestre de l'année 2024. Le premier Euro9000 a été remis le 11 juin 2024.

## Réseau

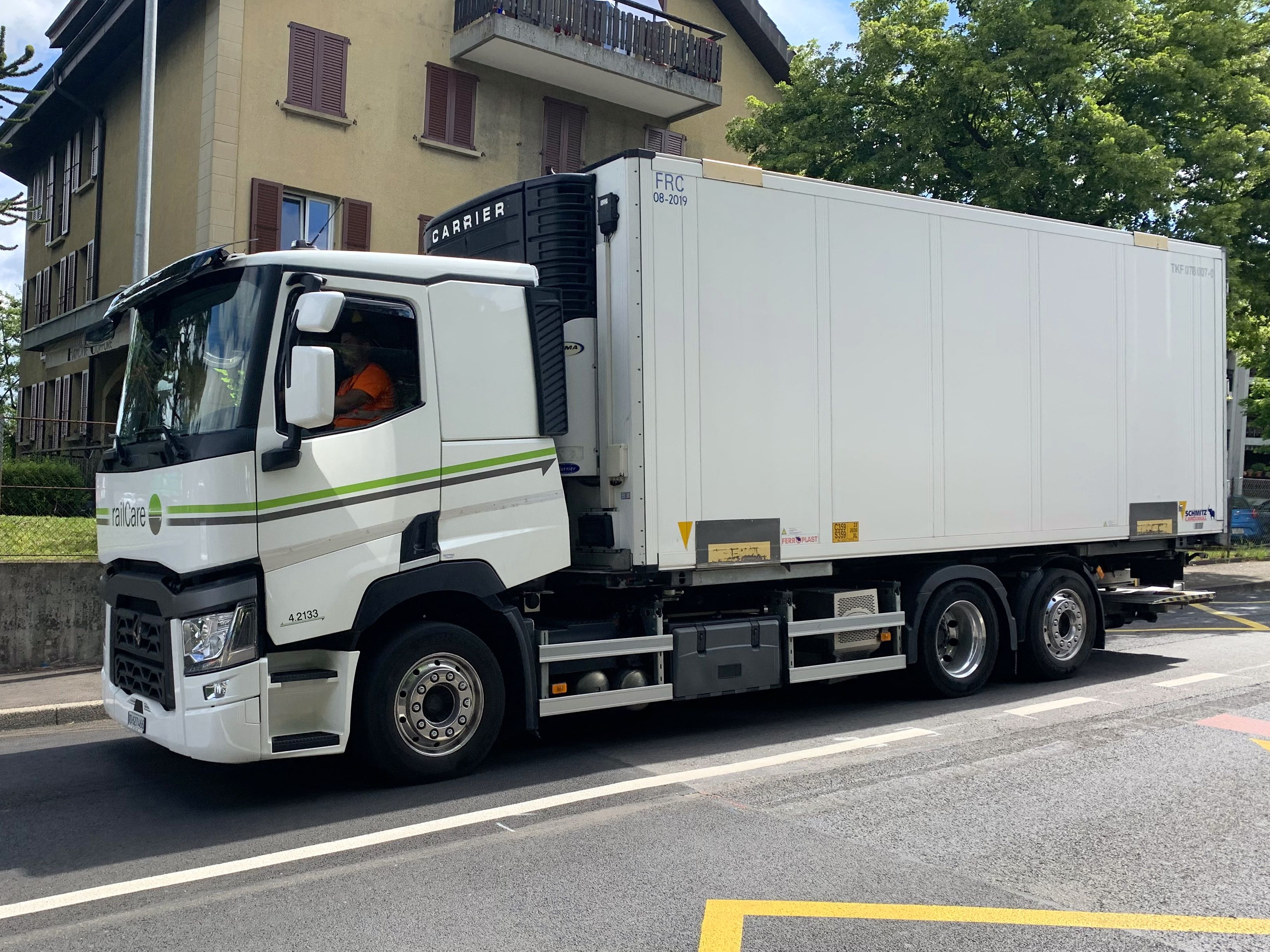
Camion railCare pour le transport des caisses mobiles

Un certain nombre de sites ou hubs permet le transbordement horizontal des caisses mobiles du rail à la route et vice versa, pour un service entre les centres de distribution et les commerces de détails. En 2021, il y a neuf sites de transbordement :
- Carouge
- Aclens
- Berne
- Brigue
- Gwatt
- Schafisheim
- Balerna
- Castione
- Domat/Ems

Avec les connexions d'itinéraires suivants :
- 1. Felsberg - Schafisheim - Chavornay - Schafisheim - Felsberg.
- 2. Thoune-Gwatt - Schafisheim - Thoune-Gwatt.
- 3. Schafisheim - Niederbottigen - Brigue - Niederbottigen - Schafisheim.
- 4. Schafisheim - Castione - Balerna / Stabio - Schafisheim.
- 5. Schafisheim / Oensingen - Aclens - Genève - Aclens - Schafisheim / Oensingen
- 6. Aclens - Genève - Aclens - Genève - Aclens

## Prix
En 2015, Coop reçoit le Prix de la fondation suisse pour l’environnement pour sa contribution efficace à résoudre les problèmes environnementaux actuels, qui avec ses systèmes de transport combiné non accompagné en train et en camion, Coop réduit de plus en plus le volume des transports par la route.
En 2018/2019, railCare SA a reçu le prix de l'innovation de Privatbahn Magazin pour le développement du « rCE Powerpack » dans la catégorie Composants + Équipement.

## Source et références
- (de) Cet article est partiellement ou en totalité issu de l’article de Wikipédia en allemand intitulé « Railcare » (voir la liste des auteurs).

1. 1 2 3  (de) Railcare info
2. ↑  Le site de railCare
3. ↑  Railcare, Moneyhouse Suisse
4. ↑  railCare, un service de COOP
5. ↑  L'Agefi du 16 septembre 2016
6. ↑  Les locomotives de Railcare
7. ↑  (en) Railcolor News
8. ↑  Railpassion magazine, N°316, février 2024, page=10
9. ↑  (de) « European Loc Pool schliesst strategische Partnerschaft mit Railcare », sur bahnonline.ch, 13 décembre 2023 (consulté le 13 décembre 2023)
10. ↑  (de) « ELP und railCare feiern Übergabe der ersten Euro9000 », sur bahnonline.ch, 18 juin 2024 (consulté le 23 juin 2024)
11. ↑  Sites et itinéraires
12. ↑  Communiqué de presse de la COOP, le 29 mai 2015
13. ↑  L'innovation Powerpacks rCE de Railcare

## Liens Web
- Website de railCare AG